# Булавајо
Булавајо (енгл. Bulawayo) је други град по величини у Зимбабвеу(после главног града Харареа). У њему живи око 800.000 људи и највећи је град у Матабелеленду. Становништво града је спорно; попис становништва из 2022. је навео да има 665.940, док је Градско веће Булавајо тврдило да је око 1,2 милиона. Булавајо значи место покоља. Из Булаваја је ратничко племе Матабеле владало током 19. века.
Булавајо се налази на југозападу Зимбабвеа. Налази се усред земље саване. Кише почињу од краја октобра и трају до отприлике марта. Најхладнији месеци су мај и јун, а јул је хладан и ветровит.Средња годишња температура је 19.16 оС.
Град има укупну путну мрежу од око 2.100 километара; 70 одсто је проглашено 2017. године у лошем стању.1. новембра 2013. отворен је нови терминал међународног аеродрома Џошуа Мкабуко Нкомо, раније познат као аеродром Булавајо.У Булавају постоји 128 основних и 48 средњих школа.

## Становништво
| Година       |
| Становништво |
| ------------ |

## Партнерски градови
- Дурбан
- Абердин